# Maja Jelčić
Maja Jelčić (Čapljina, 20 luglio 2004) è una calciatrice bosniaca, attaccante dello Young Boys, in prestito dall'Inter, e della nazionale bosniaca.

## Carriera

### Club
Cresciuta nel Capljina, nel 2020 viene acquistata dal SFK 2000, dove rimane fino al 2023, quando viene acquistata dall'Inter. Dopo una stagione con le nerazzurre viene ceduta in prestito annuale al Napoli. Il 7 dicembre 2024 segna la sua prima rete con le partenopee, nella sconfitta contro il Sassuolo (2-1). Sotto la guida tecnica di Salvatore Mango prima e, dalla 16ª giornata di Serie A di David Sassarini, Jelčić è tra le più impiegate in campionato, 16 le sue presenze, chiudendo anche la stagione condividendo con tre compagne il magro bottino di due sole reti, apporto realizzativo che fotografa una stagione difficile anche se poi chiusa con la salvezza.
Tornata formalmente in organico con l'Inter a fine stagione, durante la sessione estiva di calciomercato il club decide di cederla in prestito alle neocampionesse svizzere dello Young Boys tornando così ad avere l’opportunità di disputare nuovamente la UEFA Women's Champions League.

## Statistiche

### Presenze e reti nei club
Statistiche aggiornate all'11 maggio 2025.
| Stagione        | Squadra         | Campionato      | Campionato | Campionato | Coppe nazionali | Coppe nazionali | Coppe nazionali | Coppe internazionali | Coppe internazionali | Coppe internazionali | Altre coppe | Altre coppe | Altre coppe | Totale | Totale |
| Stagione        | Squadra         | Comp            | Pres       | Reti       | Comp            | Pres            | Reti            | Comp                 | Pres                 | Reti                 | Comp        | Pres        | Reti        | Pres   | Reti   |
| --------------- | --------------- | --------------- | ---------- | ---------- | --------------- | --------------- | --------------- | -------------------- | -------------------- | -------------------- | ----------- | ----------- | ----------- | ------ | ------ |
| 2020-2021       | SFK 2000        | PŽL             | ?          | ?          | CBE             | ?               | ?               | UWCL                 | 2                    | 1                    | -           | -           | -           | 2+     | 1+     |
| 2021-2022       | SFK 2000        | PŽL             | ?          | ?          | CBE             | ?               | ?               | UWCL                 | 1                    | 0                    | -           | -           | -           | 1+     | 0+     |
| 2022-2023       | SFK 2000        | PŽL             | ?          | ?          | CBE             | ?               | ?               | UWCL                 | 4                    | 1                    | -           | -           | -           | 4+     | 1+     |
| Totale SFK 2000 | Totale SFK 2000 | Totale SFK 2000 | ?          | ?          | -               | ?               | ?               | -                    | 7                    | 2                    | -           | -           | -           | 7+     | 2+     |
| 2023-2024       | Inter           | A               | 15         | 1          | CI              | 3               | 1               | -                    | -                    | -                    | -           | -           | -           | 18     | 2      |
| 2024-2025       | Napoli          | A               | 23         | 2          | CI              | 1               | 0               | -                    | -                    | -                    | -           | -           | -           | 24     | 2      |
| 2025-2026       | Young Boys      | WSL             | -          | -          | CS              | -               | -               | UWCL                 | -                    | -                    | -           | -           | -           | -      | -      |
| Totale carriera | Totale carriera | Totale carriera | 38+        | 3+         | -               | 4+              | 1+              | -                    | 7                    | 2                    | -           | -           | -           | 49+    | 6+     |

### Cronologia presenze e reti in nazionale
| Cronologia completa delle presenze e delle reti in nazionale ― Bosnia ed Erzegovina | Cronologia completa delle presenze e delle reti in nazionale ― Bosnia ed Erzegovina | Cronologia completa delle presenze e delle reti in nazionale ― Bosnia ed Erzegovina | Cronologia completa delle presenze e delle reti in nazionale ― Bosnia ed Erzegovina | Cronologia completa delle presenze e delle reti in nazionale ― Bosnia ed Erzegovina | Cronologia completa delle presenze e delle reti in nazionale ― Bosnia ed Erzegovina | Cronologia completa delle presenze e delle reti in nazionale ― Bosnia ed Erzegovina | Cronologia completa delle presenze e delle reti in nazionale ― Bosnia ed Erzegovina |
| Data                                                                                | Città                                                                               | In casa                                                                             | Risultato                                                                           | Ospiti                                                                              | Competizione                                                                        | Reti                                                                                | Note                                                                                |
| ----------------------------------------------------------------------------------- | ----------------------------------------------------------------------------------- | ----------------------------------------------------------------------------------- | ----------------------------------------------------------------------------------- | ----------------------------------------------------------------------------------- | ----------------------------------------------------------------------------------- | ----------------------------------------------------------------------------------- | ----------------------------------------------------------------------------------- |
| 10-3-2020                                                                           | Ta' Qali                                                                            | Malta                                                                               | 2 – 3                                                                               | Bosnia ed Erzegovina                                                                | Qual. Euro 2022                                                                     | -                                                                                   | 90+5’                                                                               |
| 17-9-2020                                                                           | Zenica                                                                              | Bosnia ed Erzegovina                                                                | 0 – 4                                                                               | Danimarca                                                                           | Qual. Euro 2022                                                                     | -                                                                                   | 89’                                                                                 |
| 22-9-2020                                                                           | Zenica                                                                              | Bosnia ed Erzegovina                                                                | 0 – 5                                                                               | Italia                                                                              | Qual. Euro 2022                                                                     | -                                                                                   | 83’                                                                                 |
| 1-12-2020                                                                           | Tbilisi                                                                             | Georgia                                                                             | 0 – 3                                                                               | Bosnia ed Erzegovina                                                                | Qual. Euro 2022                                                                     | -                                                                                   | 55’                                                                                 |
| 17-9-2021                                                                           | Zenica                                                                              | Bosnia ed Erzegovina                                                                | 2 – 3                                                                               | Montenegro                                                                          | Qual. Mondiali 2023                                                                 | -                                                                                   | 75’                                                                                 |
| 21-9-2021                                                                           | Ta' Qali                                                                            | Malta                                                                               | 2 – 2                                                                               | Bosnia ed Erzegovina                                                                | Qual. Mondiali 2023                                                                 | 1                                                                                   |                                                                                     |
| 25-11-2021                                                                          | Zenica                                                                              | Bosnia ed Erzegovina                                                                | 0 – 3                                                                               | Danimarca                                                                           | Qual. Mondiali 2023                                                                 | -                                                                                   | 88’                                                                                 |
| 30-11-2021                                                                          | Zenica                                                                              | Bosnia ed Erzegovina                                                                | 1 – 0                                                                               | Malta                                                                               | Qual. Mondiali 2023                                                                 | 1                                                                                   | 90+2’                                                                               |
| 6-9-2022                                                                            | Baku                                                                                | Azerbaigian                                                                         | 1 – 1                                                                               | Bosnia ed Erzegovina                                                                | Qual. Mondiali 2023                                                                 | -                                                                                   | 64’                                                                                 |
| 6-10-2022                                                                           | Cardiff                                                                             | Galles                                                                              | 1 – 0                                                                               | Bosnia ed Erzegovina                                                                | Qual. Mondiali 2023 - Play-off                                                      | -                                                                                   | 71’                                                                                 |
| 22-9-2023                                                                           | Győr                                                                                | Bielorussia                                                                         | 1 – 2                                                                               | Bosnia ed Erzegovina                                                                | UEFA Women's Nations League 2023-2024 - 1° turno                                    | 1                                                                                   | 90+4’                                                                               |
| 26-9-2023                                                                           | Zenica                                                                              | Bosnia ed Erzegovina                                                                | 1 – 1                                                                               | Slovenia                                                                            | UEFA Women's Nations League 2023-2024 - 1° turno                                    | -                                                                                   | 62’                                                                                 |
| 27-10-2023                                                                          | Zenica                                                                              | Bosnia ed Erzegovina                                                                | 1 – 0                                                                               | Rep. Ceca                                                                           | UEFA Women's Nations League 2023-2024 - 1° turno                                    | -                                                                                   | 77’, 90+2’                                                                          |
| 1-12-2023                                                                           | Capodistria                                                                         | Slovenia                                                                            | 2 – 1                                                                               | Bosnia ed Erzegovina                                                                | UEFA Women's Nations League 2023-2024 - 1° turno                                    | 1                                                                                   | 79’                                                                                 |
| 5-12-2023                                                                           | Zenica                                                                              | Bosnia ed Erzegovina                                                                | 1 – 0                                                                               | Bielorussia                                                                         | UEFA Women's Nations League 2023-2024 - 1° turno                                    | -                                                                                   |                                                                                     |
| 23-2-2024                                                                           | Zenica                                                                              | Bosnia ed Erzegovina                                                                | 0 – 5                                                                               | Svezia                                                                              | UEFA Women's Nations League 2023-2024 - 1° turno                                    | -                                                                                   | 68’                                                                                 |
| 28-2-2024                                                                           | Stoccolma                                                                           | Svezia                                                                              | 5 – 0                                                                               | Bosnia ed Erzegovina                                                                | UEFA Women's Nations League 2023-2024 - 1° turno                                    | -                                                                                   | 87’                                                                                 |
| 5-4-2024                                                                            | Leiria                                                                              | Portogallo                                                                          | 3 – 0                                                                               | Bosnia ed Erzegovina                                                                | Qual. Euro 2025                                                                     | -                                                                                   | 56’                                                                                 |
| 9-4-2024                                                                            | Zenica                                                                              | Bosnia ed Erzegovina                                                                | 1 – 3                                                                               | Irlanda del Nord                                                                    | Qual. Euro 2025                                                                     | -                                                                                   | 67’                                                                                 |
| 12-7-2024                                                                           | Zenica                                                                              | Bosnia ed Erzegovina                                                                | 0 – 0                                                                               | Portogallo                                                                          | Qual. Euro 2025                                                                     | -                                                                                   | 77’                                                                                 |
| 16-7-2024                                                                           | Belfast                                                                             | Irlanda del Nord                                                                    | 2 – 0                                                                               | Bosnia ed Erzegovina                                                                | Qual. Euro 2025                                                                     | -                                                                                   | 69’                                                                                 |
| 25-10-2024                                                                          | Zenica                                                                              | Bosnia ed Erzegovina                                                                | 2 – 2                                                                               | Serbia                                                                              | Qual. Euro 2025                                                                     | -                                                                                   |                                                                                     |
| 29-10-2024                                                                          | Stara Pazova                                                                        | Serbia                                                                              | 4 – 1                                                                               | Bosnia ed Erzegovina                                                                | Qual. Euro 2025                                                                     | -                                                                                   | 77’                                                                                 |
| Totale                                                                              |                                                                                     | Presenze                                                                            | 23                                                                                  |                                                                                     | Reti                                                                                | 4                                                                                   |                                                                                     |

## Palmarès

### Club
- Campionato bosniaco femminile: 3

SFK 2000: 2020-2021, 2021-2022, 2022-2023
- Coppa di Bosnia ed Erzegovina femminile: 3

SFK 2000: 2020-2021, 2021-2022, 2022-2023